# La Chapelle-Saint-Fray
La Chapelle-Saint-Fray és un municipi francès situat al departament del Sarthe i a la regió de País del Loira. L'any 2007 tenia 388 habitants.

## Demografia

### Població
El 2007 la població de fet de La Chapelle-Saint-Fray era de 388 persones. Hi havia 146 famílies de les quals 20 eren unipersonals (16 homes vivint sols i 4 dones vivint soles), 59 parelles sense fills i 67 parelles amb fills.
La població ha evolucionat segons el següent gràfic:
Habitants censats

### Habitatges
El 2007 hi havia 158 habitatges, 147 eren l'habitatge principal de la família, 4 eren segones residències i 7 estaven desocupats. 156 eren cases i 1 era un apartament. Dels 147 habitatges principals, 124 estaven ocupats pels seus propietaris, 22 estaven llogats i ocupats pels llogaters i 1 estava cedit a títol gratuït; 7 tenien dues cambres, 11 en tenien tres, 45 en tenien quatre i 84 en tenien cinc o més. 120 habitatges disposaven pel capbaix d'una plaça de pàrquing. A 46 habitatges hi havia un automòbil i a 98 n'hi havia dos o més.

### Piràmide de població
La piràmide de població per edats i sexe el 2009 era:
| Homes | Edats   | Dones |
| ----- | ------- | ----- |
| 0     | 95 o +  | 0     |
| 0     | 90 a 94 | 0     |
| 0     | 85 a 89 | 0     |
| 0     | 80 a 84 | 0     |
| 0     | 75 a 79 | 0     |
| 0     | 70 a 74 | 8     |
| 4     | 65 a 69 | 8     |
| 4     | 60 a 64 | 4     |
| 12    | 55 a 59 | 4     |
| 12    | 50 a 54 | 8     |
| 12    | 45 a 49 | 8     |
| 20    | 40 a 44 | 12    |
| 28    | 35 a 39 | 32    |
| 8     | 30 a 34 | 16    |
| 4     | 25 a 29 | 12    |
| 4     | 20 a 24 | 4     |
| 16    | 15 a 19 | 24    |
| 32    | 10 a 14 | 12    |
| 24    | 5 a 9   | 8     |
| 8     | 0 a 4   | 12    |

## Economia
El 2007 la població en edat de treballar era de 283 persones, 227 eren actives i 56 eren inactives. De les 227 persones actives 214 estaven ocupades (114 homes i 100 dones) i 13 estaven aturades (6 homes i 7 dones). De les 56 persones inactives 26 estaven jubilades, 16 estaven estudiant i 14 estaven classificades com a «altres inactius».

### Ingressos
El 2009 a La Chapelle-Saint-Fray hi havia 152 unitats fiscals que integraven 420 persones, la mediana anual d'ingressos fiscals per persona era de 20.278 €.

### Activitats econòmiques
Dels 6 establiments que hi havia el 2007, 2 eren d'empreses de construcció, 1 d'una empresa de transport, 2 d'empreses d'hostatgeria i restauració i 1 d'una empresa classificada com a «altres activitats de serveis».
Dels 2 establiments de servei als particulars que hi havia el 2009, 1 era una lampisteria i 1 perruqueria.
L'any 2000 a La Chapelle-Saint-Fray hi havia 11 explotacions agrícoles que ocupaven un total de 350 hectàrees.

## Equipaments sanitaris i escolars
El 2009 hi havia una escola elemental integrada dins d'un grup escolar amb les comunes properes formant una escola dispersa.

## Poblacions més properes
El següent diagrama mostra les poblacions més properes.